# عبدالحسین طبا
دکتر عبدالحسین طبا (زاده ۱۲۹۱ خورشیدی در مشهد) پزشک و نماینده مجلس شورای ملی بود.
فرزند مرتضی‌قلی‌خان نایینی بود. در انگلستان به تحصیلات پزشکی پرداخت و در رشته جراحی عمومی و زنان تخصص گرفت. پس از بازگشت به ایران مدتی در آبادان در بهداری شرکت نفت مشغول به کار بود. سپس به تهران رفت و به مدت چهار سال رئیس بهداری راه‌آهن شد.
دکتر طبا در سال ۱۳۲۶ به نمایندگی نایین به مجلس شورای ملی رفت (دوره پانزدهم) و در دوره بعد نیز در مجلس ماند. پس از پایان نمایندگی‌اش به اروپا رفت و در سازمان جهانی بهداشت شغلی گرفت. دکتر علی امینی که در سال ۱۳۴۰ نخست‌وزیر شد او را برای وزارت بهداری کابینه خود در نظر گرفت اما نپذیرفت.
عبدالحسین طبا داماد وثوق‌الدوله بود.